# Reno Indústria de Plásticos

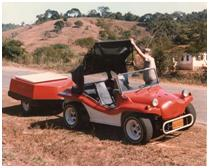
Buggy von Reno

Reno Indústria de Plásticos Ltda. war ein brasilianischer Hersteller von Automobilen.

## Unternehmensgeschichte
Der Deutsche Nils Armin Halboth gründete 1969 das Unternehmen in Petrópolis. Er begann mit der Produktion von Automobilen. Der Markenname lautete Reno. Bereits bis 1975 entstanden etwa 100 Fahrzeuge. Die reguläre Produktion lief bis mindestens 1986. 1996 wurden noch einzelne Karosserien zu Fahrzeugen komplettiert. Es ist nicht bekannt, wann das Unternehmen aufgelöst wurde.

## Fahrzeuge
Das erste Modell war ein VW-Buggy. Auf ein um 37 cm gekürztes Fahrgestell vom VW Käfer wurde eine offene türlose Karosserie aus Fiberglas montiert. Die runden Scheinwerfer waren freistehend auf den Kotflügeln. Ein luftgekühlter Vierzylinder-Boxermotor im Heck trieb die Hinterräder an.
1981 wurde das Konzept überarbeitet. Zusätzliche Rohre sorgten für mehr Stabilität. Nun war optional auch ein falscher Kühlergrill im Stil von Packard erhältlich.
Ab 1982 standen Anhänger im Angebot und ab 1986 ein Pick-up auf VW-Basis.